# 吉爾伯特火山
54°15′08″N 165°39′43″W / 54.2521°N 165.662°W

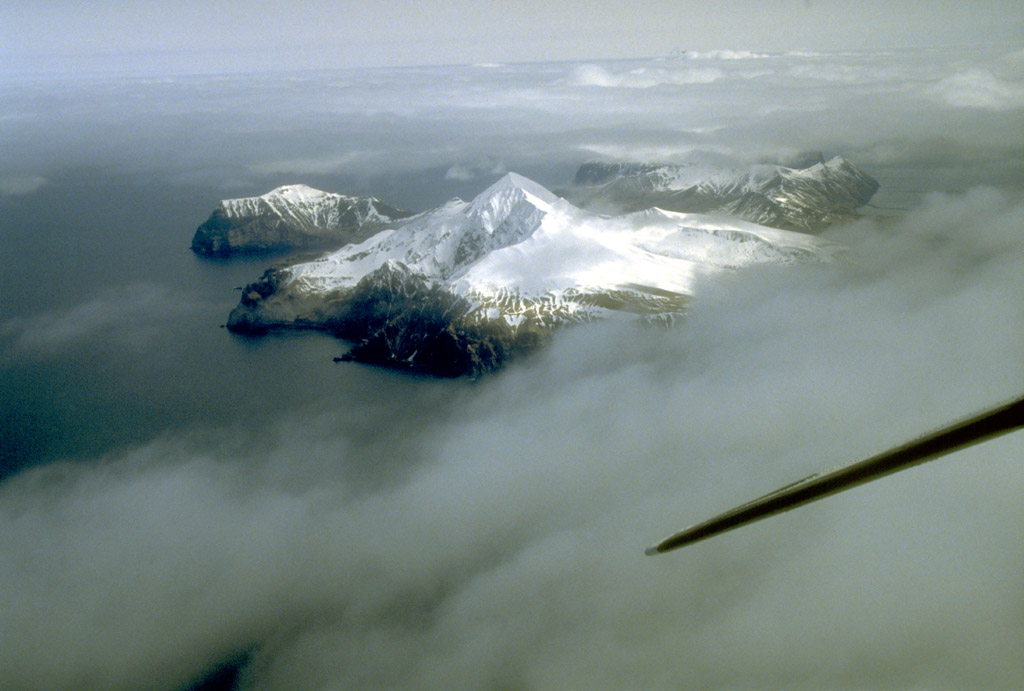

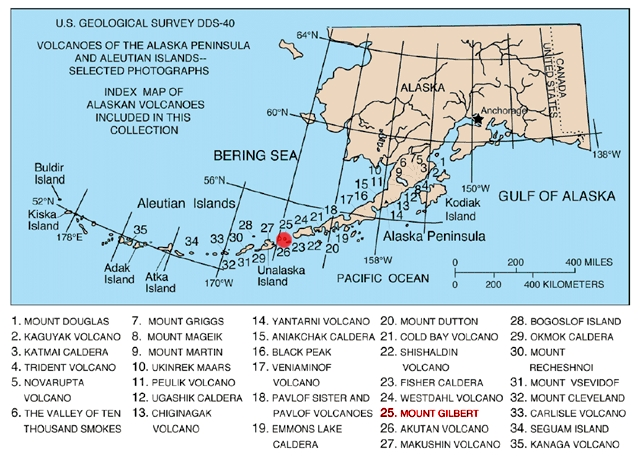

吉爾伯特火山是美國的火山，位於阿昆島，由阿拉斯加州負責管轄，屬於阿留申山脈的一部分，海拔高度818米，距離該火山東北1.5公里的火山噴氣孔在1990年代變得活躍。

## 外部連結
- Volcanoes of the Alaska Peninsula and Aleutian Islands-Selected Photographs（页面存档备份，存于）
- Alaska Volcano Observatory（页面存档备份，存于）